# Лондонська академія музичного та драматичного мистецтва
Лондонська академія музичного та драматичного мистецтва (англ. London Academy of Music and Dramatic Art, LAMDA) — найстаріша школа драми у Великій Британії, розташована на заході Лондона.
Тімоті Вест — президент ЛАМДМа, а Джоанна Рід — її директор (замінили Пітера Джеймса у 2010 році). В останні роки понад 98 % випускників факультетів управління та технічного театру знайшли роботу у вибраній області протягом кількох тижнів після закінчення навчання. Випускники Академії регулярно працюють у Royal National Theatre, Royal Shakespeare Company, Shakespeare's Globe, у West End, а також на BBC, HBO та у Бродвейському театрі. Компанія зареєстрована під назвою LAMDA Ltd, а як благодійна організація значиться під своїм торговим ім'ям London Academy of Music and Dramatic Art.

## Історія
Лондонська музична академія була заснована Генрі Вайлдом у 1861 році. Спочатку головною метою цього закладу було забезпечення підготовки та проведення іспитів з різних музичних дисциплін. 
У 1904 році школа об'єдналася з кількома іншими музичними установами Лондона, які виникли з моменту заснування академії, а саме: Лондонська музична школа (заснована 1865 р.), музичний коледж Forest Gate (заснований в 1885 р.), музичний коледж Metropolitan (заснований 1889 р.). Пізніше також приєдналася Академія Гемпстеда. 
Під керівництвом Вілфріда Фоуліса, 1935 року академія отримала своє теперішнє ім'я. У 1939 році вона закрилась через війну, та коли академія знову відкрилася у 1945 році, вона більше не надавала музичної освіти.

## Вистави
ЛАМДМа регулярно дає вистави у Lyric Hammersmith, Riverside Studios та королівському театрі Ковент-Гарден.

## Дошка слави та почесні учні

### Рада членів правління
- Президент: Тімоті Вест
- Віце-президент: Даме Джанет Сузман
- Голова: Шон Вудвард

## Відомі випускники
- Edward Akrout — (Порожня корона, Борджіа)
- Angélica Aragón — (Прогулянка в хмарах, Bella)
- Richard Armitage — (Гоббіт, Ганнібал)
- Колін Бейкер — (Доктор Хто)
- Джим Бродбент — (Айріс, Круті фараони)
- Кім Кетролл — (Секс і Місто, Великий переполох у малому Китаї)
- Сем Клафлін — (Голодні ігри, Білосніжка та мисливець)
- Dominic Cooper — (Мамма Міа!, Перший месник)
- Браян Деніс Кокс — (Троя, Ідентифікація Борна)
- Бенедикт Камбербетч — (Шерлок, Гра в імітацію)
- James D’Arcy — (Агент Картер, Хмарний атлас), Ми. Віримо у кохання
- Чиветел Еджіофор — (12 років рабства, Останній нащадок Землі)
- Tony Goldwyn — (Скандал, Привид)
- Джінніфер Ґудвін — (Якось у казці, Велике кохання)
- Річард Гарріс — (Гаррі Поттер і філософський камінь, Гладіатор)
- Ентоні Гед — (Баффі — переможниця вампірів, Мерлін)
- Стейсі Кіч — (Американська історія Ікс, Втеча з в'язниці)
- Сноррі Гергілл Крістіанссон, ісландський письменник.
- Daniel Sharman - (Вовченя, Первородні)
- Роуз Леслі — (Гра престолів, Абатство Даунтон)
- Джон Літгоу — (Мова ніжності)
- Малкольм Макдавелл — (Механічний апельсин, Хелловін)
- Наташа Макелхон — (Шоу Трумена, Секс і Каліфорнія)
- Michael Malarkey — (Щоденники вампіра)
- Стівен Моєр — (Реальна кров, 88 хвилин)
- Девід Оєлово — (Сельма, Повстання планети мавп)
- Іван Реон — (Покидьки, Гра престолів)
- Александр Сіддіг — (Зоряний шлях: Глибокий космос 9, Гра престолів)
- Meaghan Martin — (10 речей, які я в тобі ненавиджу, Рок табір)
- Дональд Сазерленд — (Військово-польовий госпіталь, Джон Ф. Кеннеді. Постріли в Далласі)
- Рут Вілсон — (Лютер, Порятунок містера Бенкса)
- Haluk Bilginer — (Зимова сплячка, Інтернаціональ)
- Philip Winchester — (Камелот, Удар у відповідь)